# Zhaolings sex hästar
Zhaolings sex hästar (traditionell kinesiska: 昭陵六骏?, förenklad kinesiska: 昭陵六駿?, pinyin: Zhāolíngliùjùn) är sex stentavlor av kalksten i högrelief från den kinesiska Tangdynastin (618–907). Tavlorna är vardera 2,0 meter breda och 1,7 meter höga och föreställer sex olika stridshästar. Under mer än 1 200 år stod stentavlorna längs norra porten till kejsar Taizongs mausoleum Zhaoling norr om Xi'an i Kina. De sex avbildade hästarna är personligt utvalda av kejsar Taizong och representerar hans framgångar på slagfälten och vägen till makten. Hästarna som alla har verkliga förlagor heter Quanmaogua, Shifachi, Baitiwu, Telebiao, Qingzhui och Saluzi. Kejsar Taizong skrev en personlig hyllningsdikt till var och en av hästarna. På 1910-talet flyttades stenhästarna från Zhaoling, och två av dem lämnade sedan Kina och hamnade slutligen på Penn Museum i Pennsylvania i USA där de finns idag. De övriga fyra stenhästarna finns i Beilinmuseet i Xi'an i Kina. Zhaolings sex hästar är betydande konstskatter för Kina.

## Zhaoling
Zhaoling är ett gravkomplex i Shaanxiprovinsen, 60 km nordväst om Xi'an i Kina vid berget Jiuzong, där kejsar Taizongs och hans kejsarinna Wende är begravda. Ytterligare över 200 personer är begravda i satellitgravar runt berget. Kejsaren och kejsarinnan är begravda i en kammare som är utgrävd inne i berget. Graven plundrades efter att Tangdynastin hade fallit under Senare Liangdynastin. Gravkammaren är inte utgrävd och i dag är det inte känt var ingången till graven finns. Gravkomplexet, som upptar en yta av 200 kvadratkilometer, är det största från Tangdynastin och sannolikt ett av de absolut största i världen. I sluttningen på norra sidan om Jiuzongbergtet finns en terrass heter Norra Simaporten. På östra och västra sidan av Norra Simaporten stod Zhaolings sex hästar uppställda längs processionsvägen mot graven.

## Historia

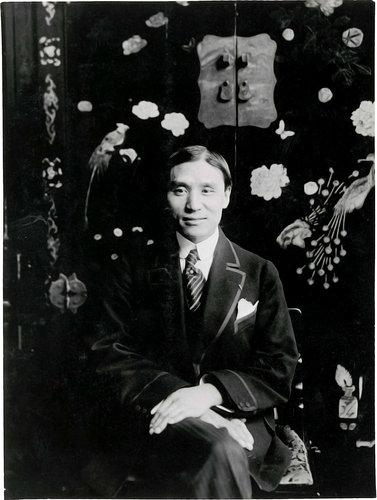
Antikvitetshandlaren C .T. Loo som sålde två av Zhaolings sex hästar till Penn Museum i USA för 125 000 dollar.

Tangdynastin var en av Kinas mäktigaste storhetstider och grundades år 618 av Li Yuan tillsammans med sin son Li Shimin. Li Shimin blev år 626 Tangdynastins andra kejsare efter att ha mördat två av sina bröder vid incidenten vid Xuanwuporten. Under namnet Tang Taizong blev Li Shimin en av den kinesiska historiens största och mest framgångsrika kejsare fram till sin död 649.
År 636 beställde kejsar Taizong de sex stentavlorna och de förmodas ha blivit färdigställda 649 när kejsaren avled. Taizong begravdes samma år i Zhaoling där de sex hästarna placerades. Stentavlorna stod sedan kvar i över 1 200 år. År 1909 publicerades fotografier på Zhaolings sex hästar i västerländsk press vilket drog till sig både seriösa och oseriösa antikhandlare.
Efter Xinhairevolutionen, år 1912 eller 1913, stals två av stentavlorna (Quanmaogua och Saluzi) från Zhaoling men blev senare beslagtagna av Shaanxiprovinsens myndigheter. Tavlorna skickades till Peking 1915 efter order av Kinas dåvarande president Yuan Shikai. Därefter såldes tavlorna genom en mellanhand till antikvitetshandlaren Lu Qinzhai (卢芹斋), känd i västvärlden som C .T. Loo. I samband med detta stals även de återstående fyra stentavlorna från Zhaoling, men de lokala myndigheterna lyckades konfiskera dem. Dessa fyra stentavlorna (Shifachi, Baitiwu, Telebiao och Qingzhu) förvarades efter beslaget på Shaanxis provinsialbibliotek tills att de på 1950-talet flyttades till Beilinmuseet i Xi'an där de fortfarande finns,
De två först stulna stentavlorna transporterades till USA någon gång innan mars månad 1918. Uppgifterna om när tavlorna lämnade Kina varierar från 1914 till 1918. De två stentavlorna såldes av C .T. Loo till Penn Museum på University of Pennsylvania för 125 000 dollar. Penn Museum hade svårt att klara finansieringen, vilket gjorde att det blev en utdragen affär som pågick mellan 1918 och 1921. Affären löste sig slutligen genom att Eldridge R. Johnson köpte stentavlorna och donerade dem till Penn Museum.
År 2010 åkte tre experter från Kina till USA för att hjälpa till att laga de två spruckna stenhästarna i Pennsylvania. Kina utövar starka påtryckningar mot USA för att stentavlorna ska återlämnas till Kina.

### Alternativ datering
Den etablerade åsikten bland historiker är att Zhaolings sex hästar tillverkades mellan år 636 och 649 när kejsar Taizong fortfarande levde. Det finns även historiker som tror att stentavlorna tillverkades först efter att kejsar Taizong avlidit, i början av kejsar Gaozongs regeringstid (649-683), i samband med att flera andra statyer till Zhaoling tillverkades. En mer kontroversiell teori är att stentavlorna först tillverkades enligt någon av ovanstående teorier men sedan blivit förstörda när Wen Tao plundrade Zhaoling under Senare Liangdynastin (907–923). De stentavlor som vi känner i dag (utställda i Xi'an och Pennsylvania) ska enligt denna teori vara kopior tillverkade under Norra Songdynastin (960-1127). År 973 under kejsar Taizus regeringstid blev ett minnestempel för kejsar Taizong färdigställt och det restes även en minnessten till Taizongs ära. Enligt teorin skulle kopior på de tidigare förstörda stentavlorna även ha reproducerats vid detta tillfälle, och sedan placerats vid Zhaoling. Det finns dock många luckor i denna teori vilket gör den mindre sannolik.

## Utförande

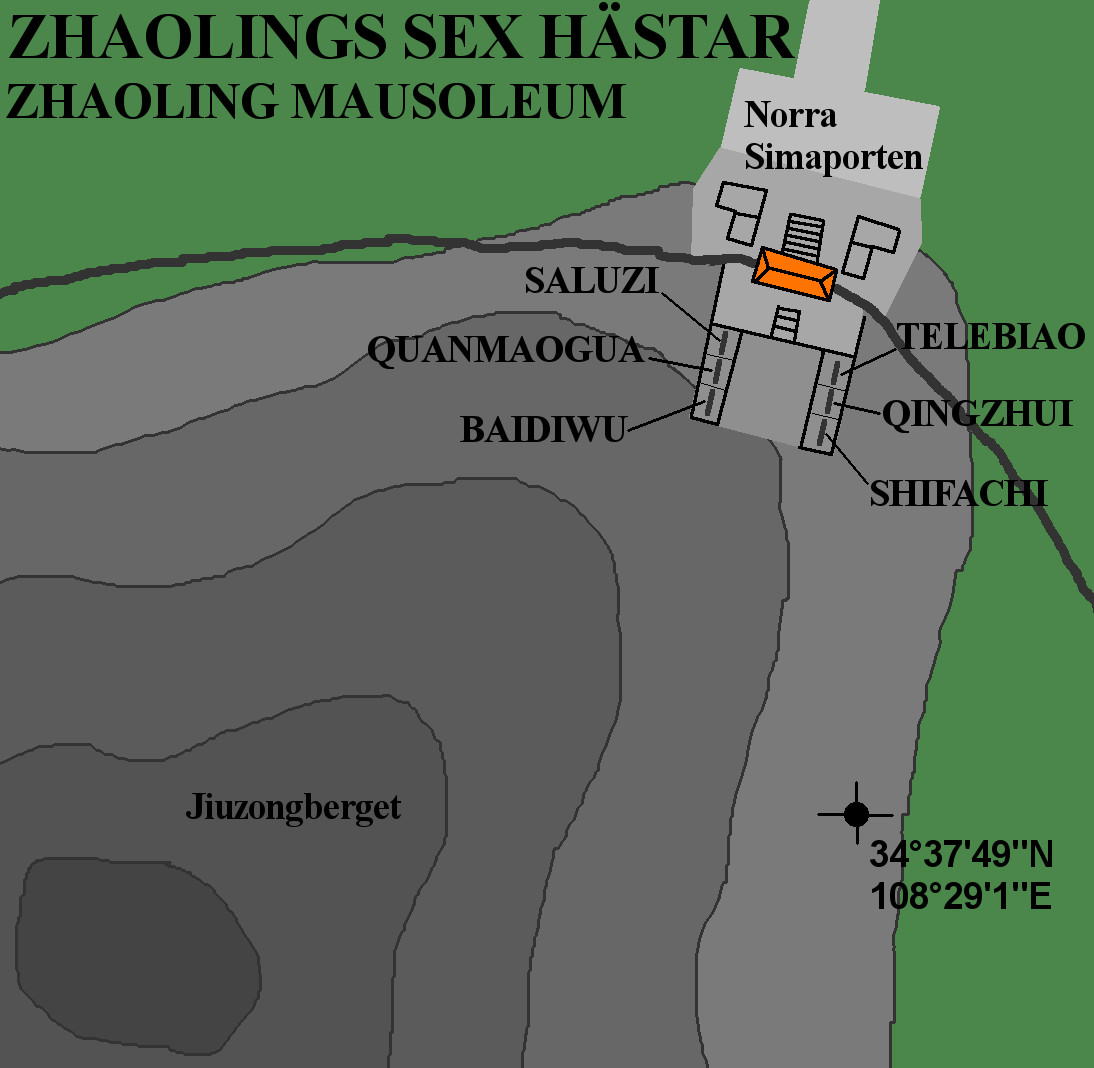
Layout visande placeringen av Zhaolings sex hästar.

Zhaolings sex hästar är sex olika tavlor i kalksten utförda i högrelief. De är vardera drygt 2,0 meter breda och ungefär 1,7 meter höga och ca 44 centimeter tjocka.
Efter att Tangdynastin grundades år 618 utkämpade Li Shimin framgångsrikt många fältslag för att utplåna hotande rivaler mot den nya dynastin. I flera av slagen spelade hans hästar en viktig roll och de fick en plats i kejsarens hjärta. För att hylla dessa hästar beordrade han uppförandet av stentavlorna föreställande sex speciellt utvalda hästar. Kejsar Taizong skrev även en hyllningsdikt till var och en av dem. Varje tavla har i övre högra eller vänstra hörnet (beroende på vilken sida om porten de var placerade) en plan yta, ungefär 25 centimeter hög och 30 centimeter bred. Denna yta är i dag helt slät på alla sex stentavlorna. Vissa forskare tror att ytan alltid varit slät medan andra tror att hästarnas namn och dess hyllningsdikt tidigare varit inristad där.
| ”                     | Jag har deltagit i många fältslag, och dessa var stridshästarna som jag red genom fiendens linjer, och de som räddade mig från faror, deras verkliga bilder ska porträtteras i sten och placerade till vänster och höger om min grav, för att visa den sanna bilden av deras prestationer. | „ |
| – Kejsar Tang Taizong | |   |

Tavlorna är skulpterade efter målningar av konstnären Yan Liben. Konturen av hästarna är graverad ungefär 15 centimeter djupt i tavlorna på en slät botten omgiven av en upphöjd ram. Den utsökta graveringen av hästmotiven i kombination med att de var personliga ägodelar till en av Kinas största kejsare gör att Zhaolings sex hästar betraktas som stora kinesiska konstskatter. Alla tavlorna uppvisar idag skador orsakade av, till exempel, jordbävningar och mänsklig påverkan. Saluzi och Qingzhui hade inga skador på fotografier från 1909. I dag är även de spräckta, och utseende på sprickorna tyder på att de medvetet spräckts för att underlätta transporten när de fraktades från Zhaoling i början på 1910-talet.

### Saluzi

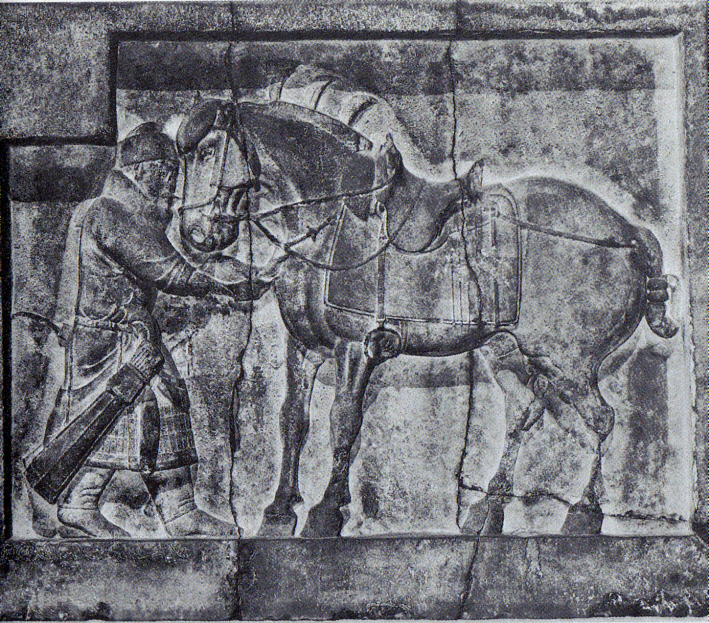
Saluzi på Penn Museum i USA.

Saluzi (飒露紫), även känd som "Virvelvinds-segern", reds av Li Shimin under belägringen av Suidynastins östra huvudstad Luoyang år 621. Under belägringen blev Saluzi träffad av en pil i bröstet. General Qiu Xinggong gav då Li Shimin sin egen häst. Stentavlan visar händelsen när general Qiu drar ut pilen ur Saluzi. Saluzi var ursprungligen placerad först på den västra sidan av Zhaolings norra port, och är den enda av tavlorna som även inkluderar en människa.
Hyllningsdikten till Saluzi lyder:
Rastlös som en lila svala,
galopperar med gott humör,
fruktad vid de tre floderna,
med prestige mot åtta slagfält.
(紫燕超跃, 骨腾神骏, 气詟三川, 威凌八阵.)

### Quanmaogua
Quanmaogua (拳毛䯄) var en saffransgul häst som reds av Li Shimin under en strid mot Liu Hejda i Hebeiprovinsen år 622. På tavlan är Quanmaogua skadad efter att blivit träffad av nio pilar. Saluzi var ursprungligen placerad i mitten på den västra sidan av Zhaolings norra port.
Hyllningsdikten till Quanmaogua lyder:

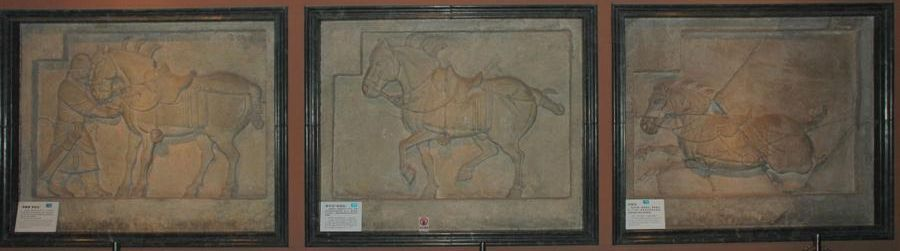
Tre av sex stenhästar från Zhaoling i Xi'an på Beilinmuseet. Från vänster Saluzi, Quanmaogua och Baitiwu (Saluzi och Quanmaogua är här kopior eftersom originalen finns i USA).

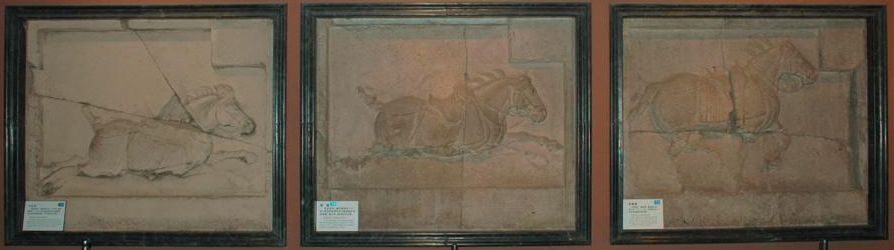
Tre av sex stenhästar från Zhaoling i Xi'an på Beilinmuseet. Från vänster: Shifachi, Qingzhui och Telebiao.

Exalterad av natten tas tyglarna,
gör upplopp över himlen,
Sirius bär svärdet,
dammet av dimman försvinner.
(月精按辔, 天驷横行, 弧矢载戢, 氛埃廓清.)

### Baitiwu
Baitiwu (白蹄乌) var en svart häst med vita fötter och kallades den vit-hovade kon. Han reds i en strid år 618 mot Xue Renguo. Under en natt red Li Shimin 100 km på Baitiwu. Baitiwu var placerad som sista tavla på västra sidan av Zhaolings norra port.
Hyllningsdikten till Baitiwu lyder:
Som ett svärd som når himlen,
springer som vinden,
tar tömmarna mot Long,
i sadlen återvänder jag till Sichuan.
(倚天长剑, 追风骏足, 耸辔平陇, 囘鞍定蜀.)

### Shifachi
Shifachi (什伐赤) var en tegelröd häst och reds år 621 av Li Shimin i en strid mot Dou Jiande och Wang Shichong och hjälpte Li Shimin att besegra två motståndare i en strid. Han träffades av fyra pilar framifrån och en bakifrån. Shifachi var placerad som sista tavla på östra sidan av Zhaolings norra port.
Hyllningsdikten till Shifachi lyder:
Fortfarande problem vid Chan och Jian,
ta makt med svärd och yxa,
galopperar högröd och svettig,
återvänder under grön flagga efter segern.
(湹涧未静, 斧钺申威, 朱汗骋足, 青旌凯归.)

### Qingzhui
Qingzhui (青骓) var en fläckig häst. Han reds i en strid mot Dou Jiande år 621 och träffades av fem pilar framifrån. Qingzhui var placerad i mitten på östra sidan av Zhaolings norra port.
Hyllningsdikten till Qingzhui lyder:
Snabbfotad som blixten,
full av guds kraft,
flyger efter spö,
du är min uniform.
(足轻电影, 神发天机, 策玆飞练, 定我戎衣.)

### Telebiao
Telebiao (特勒骠) hade gul och vit päls med svart nos. Han reds i en strid mot Song Jingang år 619. Li Shilling tog aldrig av sig sin rustning eller hästens sadel under tre fulla dygn när striden pågick. Hästen är avbildad gående stadigt på en isig väg med högt självförtroende inför striden. Telebiao var placerad först på den östra sidan av Zhaolings norra port.
Hyllningsdikten till Telebiao lyder:
Efter spö når himlen,
gnäggandet hörs av halva riket,
mot faror och förgör fienden,
mot problemen och rädda situationen.
(应策腾空, 承声半汉, 入险摧敌, 乘危济难.)

## Influens  från Sassaniderna

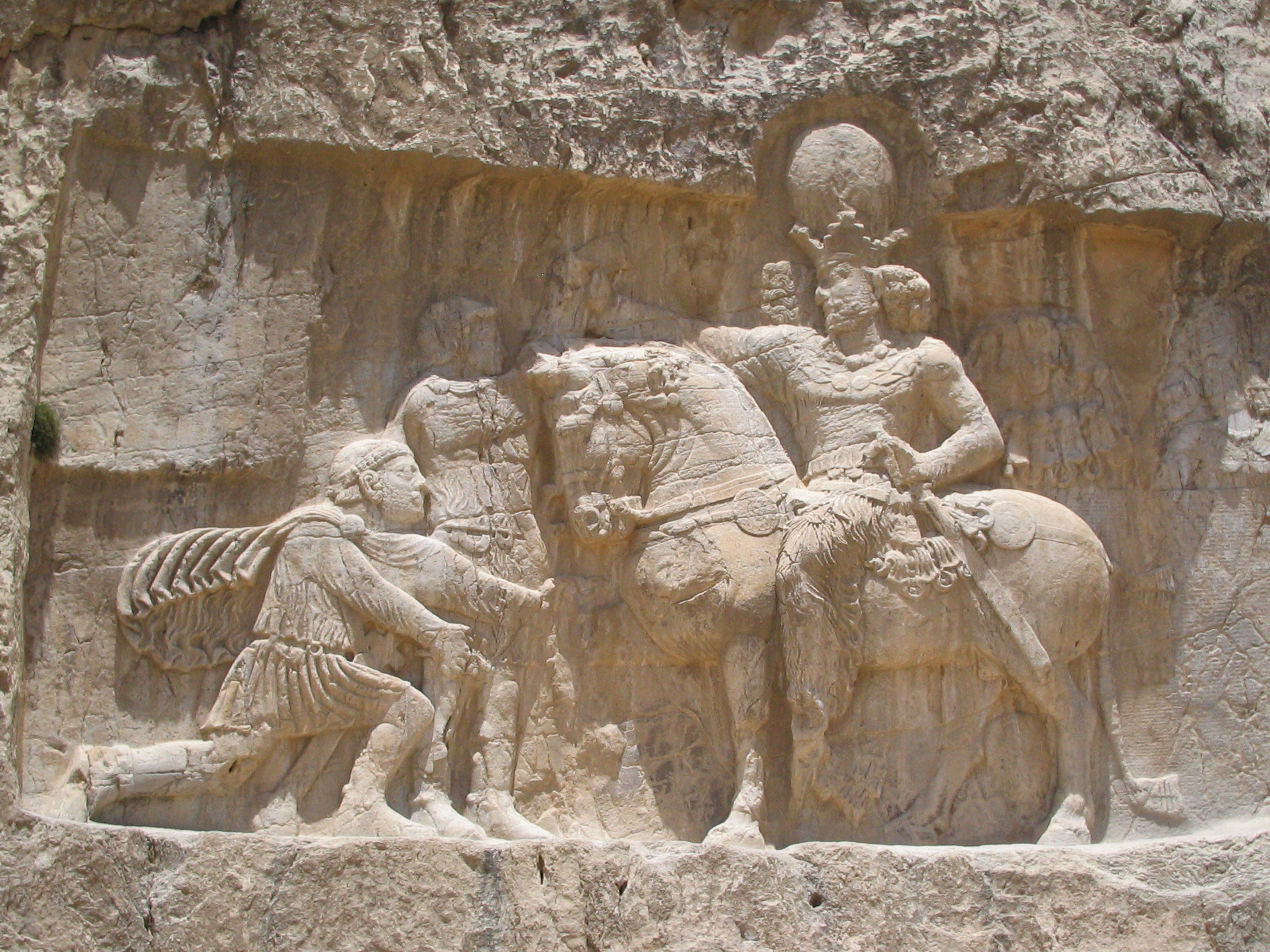
Den persiska stenreliefen Shapur I:s triumf från år 241–272 som har stora likheter med Zhaolings sex hästar.

Stilen på graveringen av reliefen på Zhaolings sex hästar har betydande likheter med stenar graverade under den persiska dynastin sassaniderna (226–636). Sassanidernas reliefer är vanligen betydligt större och något djupare graverade än Zhaolings sex hästar, men bortsett från storleksskillnaden är likheterna mycket stora. Sassanidernas reliefer är ofta rektangulära med en ram och utgår från en nersänkt yta. Många detaljer i graveringen såsom hur hästarna står eller är avbildade i galopp och dess utsmyckning har stora likheter mellan Taizongs hästar och de persiska relieferna. Ett annat exempel på likhet är att den persiska reliefen The triumph of Shapur I från år 241–272 har i övre vänstra hörnet en slät rektangulär yta som påminner mycket om motsvarande släta ytor som finns i överkant på Zhaolings sex hästar.
Kina har haft dokumenterad kontakt med Persien sedan Handynastin (206 f.Kr.–220). Zhang Qian (张骞) (195 f.Kr–113 f.Kr) gjorde två resor västerut från Kina och besökte Partien (247 f.Kr.–224, det vill säga dynastin före sassaniderna). Därefter fortsatte kontakterna mellan Kina och Persien med hjälp av Sidenvägen. Efter Handynastins fall år 220 minskade kontakten västerut dramatiskt för att återupptas igen under Norra Weidynastin (386–534). Under Norra Zhoudynastin (557–581) och även efterföljande Suidynastin (581–618) utväxlades ambassader med sassaniderna. Under Tangdynastin fortsatte de täta kontakterna och kejsar Taizong tillät perserna bygga ett tempel i Tangdynastins huvudstad Chang'an bemannat med 21 munkar.
Det finns dock inte någon dokumentation som direkt styrker att perserna påverkat utförandet av Zhaolings sex hästar.